# Seilbahn Seceda

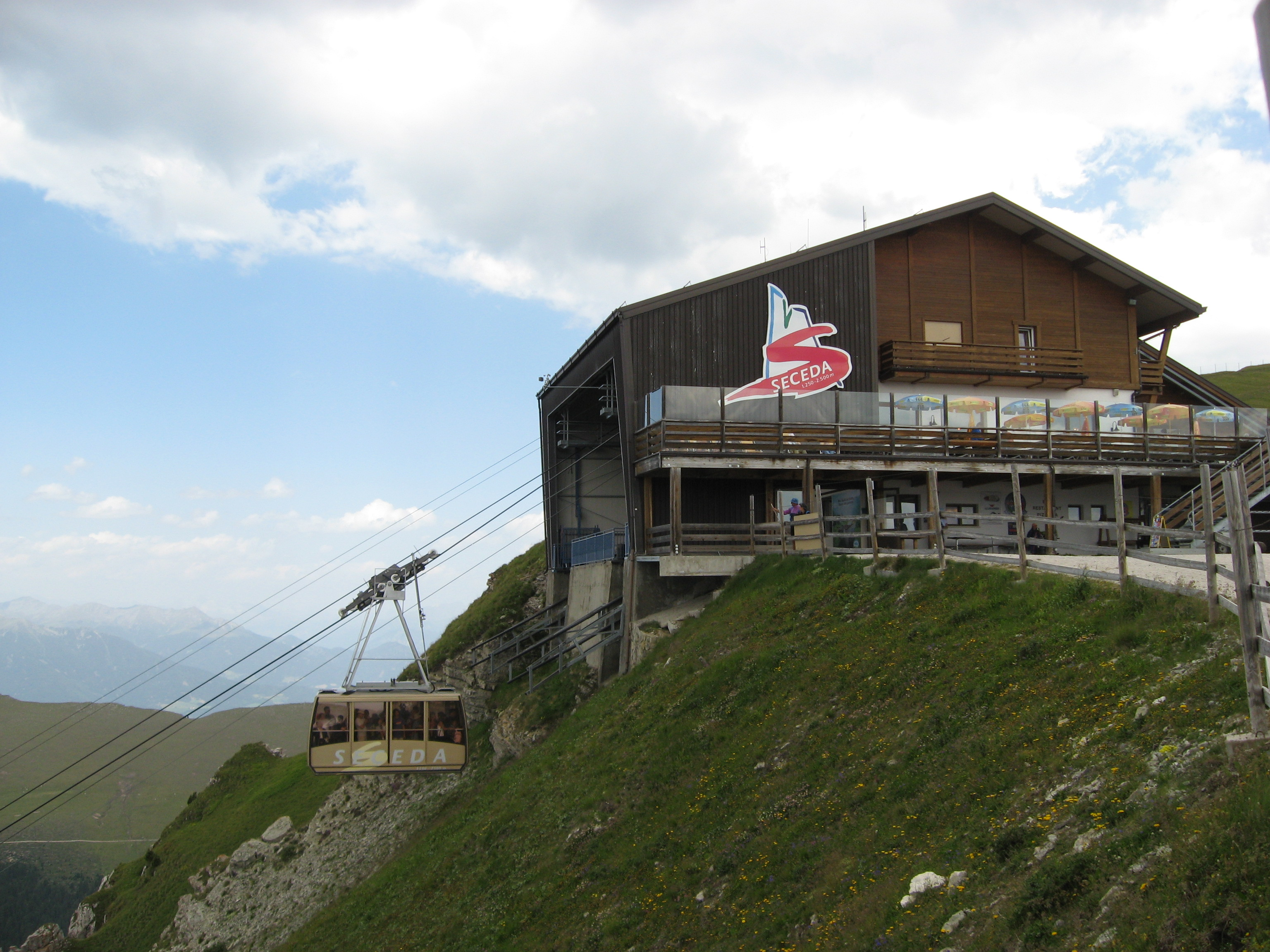
Bergstation

Die Seilbahn Seceda (Furnes-Seceda) ist eine Luftseilbahn am Berg Seceda in St. Ulrich in Gröden (Südtirol). Betreiber ist die Seceda AG.
Die Bahn wurde 1961 erbaut und 1983 renoviert. Sie hat eine Gesamtlänge von 2045,46 Metern. Sie überwindet 732 Höhenmeter und führt auf 2445,9 Meter Höhe. Die Transportkapazität beträgt 800 Personen pro Stunde. Die Fahrzeit beträgt etwa 4 Minuten. Eine Gondel fasst 62 Personen. Die Bahn besteht aus 2 Gondeln.
An der Bergstation befindet sich eine Gaststätte.
Der Gipfel ist in 10 min erreichbar und mit einigen Aussichtspunkten bebaut.